# Klimakterium

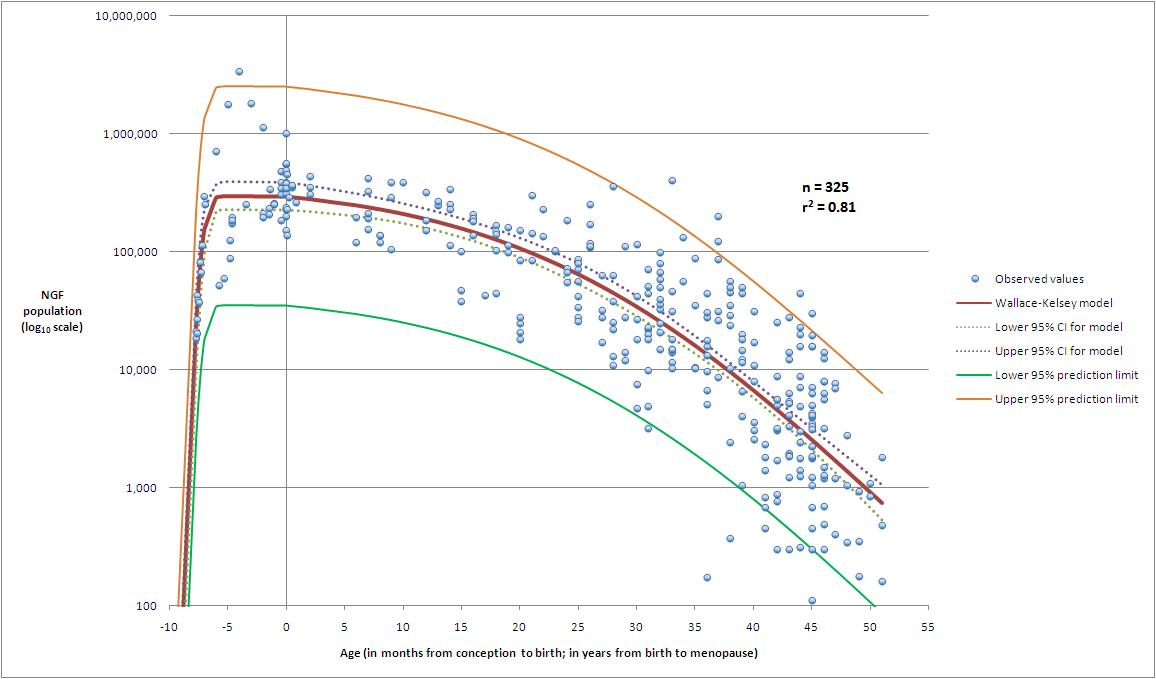
Diagram över äggreserven vid olika åldrar, mellan födseln och menopaus.

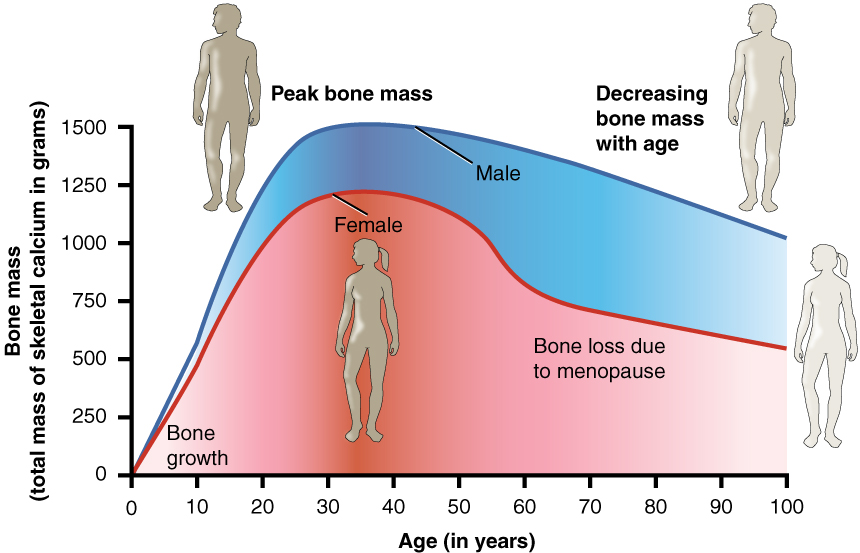
Diagram över benskörhet för olika kön, vid olika åldrar. Kvinnors bentäthet i olika åldrar skildras i den rosa grafen, där åldern ses på x-axeln. Som framgår av diagrammet har kvinnor efter klimakteriet generellt sett mer problem med minskad bentäthet än män, som återges i den blå grafen.

Klimakteriet, övergångsåldern eller perimenopaus (från grekiskans klimakterikos = kritisk) är den övergångstid som varar något år, då en kvinna övergår från att vara fruktsam till att inte längre få ägglossning och därmed inte längre kan bli befruktad på naturlig väg. Under klimakteriet minskar äggstockarnas produktion av östrogen, vilket får hela det reproduktiva systemet att gradvis stängas av (ovarialsvikt), och äggreserven minskar i storlek. Menstruationerna blir oregelbundna, och upphör så småningom helt. När menstruationerna upphört inträder kvinnan i den så kallade menopausen, varmed fertiliteten upphört.
Klimakteriet brukar börja något år innan den sista menstruationen (menopaus), det vill säga för de flesta börja någon gång mellan 45 och 57 års ålder. Längden på klimakteriet varierar stort, mellan något år till uppåt 15 år. Medelåldern för menopaus är 51 år. Dock finns stora individuella variationer, och några kvinnor drabbas av för tidigt klimakterium. Andras klimakterium är knappt märkbar innan menstruationerna upphör.
Många kvinnor upplever besvär under övergångsåldern, som i många fall behandlas med östrogenpreparat. I djurvärlden är det vanligt att individer är fruktsamma hela livet.

## Orsaker
Precis som med puberteten innebär menopausen en stor förändring. När puberteten förbereder kroppen för graviditet, uppstår klimakteriet för motsatsen, detta eftersom äggreserven tar slut. Fasen som gradvis leder mot menopausen, och därmed senil infertilitet, kännetecknas av de kroppsliga anpassningar som sker därtill. Det råder ingen vetenskaplig samsyn beträffande när klimakteriet börjar, delvis för att det heller inte råder någon samsyn vad exakt som kännetecknar menopausen. Skillnaderna beror på att synsätten kan ta sin utgångspunkt i hormonerna, i symtom, eller i andra biokemiska förändringar exempelvis äggreserven och äggstockarnas storlek. En tilltagande östrogenbrist har traditionellt ansetts definiera och konstituera klimakteriet, men det finns också motstridig forskning som kommit fram till att åtminstone somliga kvinnor har högre nivåer östrogen under menstruationscykelns första halva än innan klimakteriet. För somliga kvinnor kan därför klimakteriet börja med symtom på höjda nivåer östrogen. Höjda nivåer follikelstimulerande hormon (FSH) och luteiniserande hormon (LH) och sänkta nivåer anti-müllerskt hormon (AMH) är däremot mera tillförlitliga hormonella tecken, men varken FSH eller LH kan användas terapeutiskt som diagnos eftersom det kan finnas andra orsaker om dessas nivåer är förändrade. Störningar i ägglossningen, vilket vanligen yttrar sig i förändringar i menstruationsmönstret, är vanligt.
Klimakteriet är en normal fas i kvinnans åldrande och inträffar mellan 40 och 60 års ålder, men det kan också uppkomma i förtid exempelvis vid total hysterektomi, när äggstockarna likväl som livmoder opereras bort, av vissa autoimmuna sjukdomar, kromosomavvikelser, livsstilsfaktorer, och möjligen epilepsi.

## Faser av klimakteriet
Klimakteriet kan troligen sägas bestå av flera faser. Faserna äger dock inte giltighet för alla kvinnor. Vissa kvinnor, till exempel, kan tillfälligt vara anovulatoriska men sedan bli fullt fertila igen. Likaså kan fasernas längd variera, och hormonmönstret.
1. Första fasen med ännu regelbunden menstruation, men ökad bröstsmärta (mastodyni), möjligen kortare menstruationscykler, nattliga svettningar, migränartad huvudvärk, och kraftiga menstruationsblödningar. Höga nivåer östrogen ibland, och låga inhibin.
2. Andra fasen kännetecknas av fler anovulatoriska cykler, förvärrad mensvärk, och fler symtom på klimakteriet. Förhöjda nivåer FSH, eventuellt förhöjda nivåer östrogen, låga nivåer inhibin.
3. Tredje fasen kan sägas vara den egentliga ingången till klimakteriet, med oförutsägbara menstruationer, med omväxlande korta och långa cykler. Nivåerna östrogen kan variera, mellan individer och mellan cykler. Fler klimakteriesymtom i vaket tillstånd.
4. Fjärde fasen med oligomenorré, med färre än 50 % cykler utan ägglossning, och sparsamma men oregelbundna blödningar. En plötslig riklig blödning kan förebåda femte fasen.
5. Femte fasen med den sista menstruationen (menopaus), vilket konstateras i efterhand när 12 månader förlupit sedan senaste menstruationen. Klimakteriebesvären tilltar för de flesta, men ett fåtal kvinnor som tidigare besvärats kan se en förbättring. Mensvärk kan förekomma utan att föregripa menstruation. FSH och LH är höga, men östrogen lågt eller normalt.

## Symtom
Den punkt där mensen upphör kallas menopausen. I dagligt språkbruk blandas dock termerna för skeendet fram till detta, klimakteriet, och menopausen ihop. Klimakteriet sträcker sig oftast över något år men kan vara mellan sex månader och fem år. Menopausen inträffar vanligen mellan 45 och 55 års ålder. Menopaus, och tiden innan - klimakteriet - beror på minskade nivåer könshormoner. Minskningen av könshormonerna påbörjas redan i 30-årsåldern för de allra flesta, då fertiliteten också minskar.
Tiden för menopausen, och därmed klimakteriet, avgörs av flera faktorer. Det finns en stark ärftlig komponent, det finns korrelationer med socio-ekonomiska faktorer, kroppskonstitution, individuella förutsättningar, och etniska skillnader. En viktig faktor är också hur många äggceller som fortfarande finns kvar i äggstockarna (äggreserven). Rökning leder till en något tidigare menopaus. Högre BMI (övervikt och fetma) leder till senare menopaus, liksom regelbunden fysisk aktivitet (som amatöridrott). Att fetma skulle leda till senare menopaus kan dock möjligen bero på huruvida definitionen utgår från menstruationsmönster eller från studier av hormoner. Fetma tycks korrelera med mindre FSH men större grad av oregelbundna menstruationer. Vegetarisk kost kan möjligen leda till senare menopaus. Det finns inget samband mellan när klimakteriet inträder och åldern för personens menarche. Sen menopaus korrelerar med höga nivåer urinsyra och insulin, medan låg samhällsklass (från födsel eller förvärvad), känslor av trötthet, och dålig lungkapacitet, med tidig. Alkohol tycks skjuta upp menopaus. HIV-smitta och annan immunosuppression leder till tidigare menopaus.
Tiden innan menopaus, klimakteriet, präglas av hormonförändringarna som hänger samman med menopausen, som ofta blir mera påtagliga än den långsamma förändringen i 30-årsåldern. Detta kan yttra sig i nattliga svettningar, torrhet i slidan och urinrören, värmevallningar, oregelbunden menstruation, sömnproblem, humörsvängningar, viktuppgång och lägre ämnesomsättning, tunnare hår och torrare hud, och minskad bröstmassa (bröstatrofi). Sannolikheten att bli gravid minskar när menstruationerna är oregelbundna, men finns fortfarande. Åren närmast menopaus brukar menstruationerna för de flesta kvinnor hoppa över en eller flera månader, vilket alltså både kan vara en normal del av klimakteriet eller bero på graviditet. Kroppsfettets placering förändras med klimakteriet, med större andel bukfetma och högre midja-höft-kvot.
Hormonförändringarna kan emellertid leda till hälsoproblem till följd av de minskade östrogennivåerna. Minskade nivåer östrogen kan leda till hjärt- och kärlsjukdomar och benskörhet. Torrhet i slidan och urinrören ökar risken för urinvägsinfektioner, kan leda till hastigt uppkomna behov av att urinera och urininkontinens, samt problem från slidan vid samlag såsom blödningar och smärta. Hormonförändringarna kan också leda till minskat libido. Risken för att drabbas av hjärt- och kärlsjukdomar, samt att dö av sådana, ökar med tidigare klimakterium.
Klimakteriet kan vara en psykisk påfrestning för kvinnor, delvis på grund av att det är ett tecken på att en viktig livsfas är över. Sämre psyko-sociala villkor, dåligt självförtroende, aggressivitet, och dålig anpassningsförmåga, leder oftare till depressioner, irritation, humörsvängningar, och nervositet i anslutning till klimakteriet. Risken för depression ökar 2-14 gånger.

## Behandling
Klimakteriet är normalt, men eventuella besvär kan behöva sjukvårdsbehandling. Totalt 20 procent av kvinnorna i klimakteriet behandlas med hormonpreparat, främst någon typ av östrogenbehandling, HRT-behandling. Upp till hälften av alla kvinnor i och efter klimakteriet har besvär med torra slemhinnor (atrofisk vaginit), som leder till torrhetskänsla, smärta vid samlag, sveda, klåda och även senare till upprepade urinvägsinfektioner. Dessa besvär behandlas oftast med lokala östrogenpreparat, i form av vaginaltabletter, kräm eller vagitorier. Mängden av östrogen i alla dessa preparat är extremt låga, och bör inte sammanblandas med östrogen som används mot systemiska besvär (värmevallningar och hyperhidros). För dessa besvär finns det också lågdospreparat. Behandlingen mot lokala besvär i underlivet är en långtidsbehandling, och ingen kur.

## För tidigt klimakterium
För tidigt klimakterium (prematur ovarialsvikt) brukar definieras som att menopaus inträder innan 40 års ålder. Detta drabbar 1 % av alla under 40 år, 0,1 % av alla under 30 år, och 0,01 % av alla under 20 år. Detta kan ha många orsaker, men i flertalet fall är orsaken idiopatisk (okänd). De vanligaste orsaker därefter är cancerbehandling, annan kirurgi, genetiska sjukdomar, vissa autoimmuna sjukdomar, vissa infektionssjukdomar, och gifter. Symtomen är samma som normalt klimakterium.
De mest extrema varianten av för tidigt klimakterium hänger samman med utebliven pubertet, med utebliven menarche. Detta kallas också primär prematur ovarialsvikt. Sekundär prematur ovarialsvikt, å andra sidan, definieras som att oogenesen upphör innan 40 års ålder. Oavsett vilket hänger tillståndet samman med låga nivåer östrogen och höga nivåer gonadotropiner, i synnerhet follikelstimulerande hormon (FSH). Nivåerna av anti-müllerskt hormon och inhibin är obefintliga.

## Klimakteriesymptom i olika kulturer
Den individuella upplevelsen av klimakteriet och eventuella klimakteriebesvär varierar kraftigt mellan olika kulturer. Man tror att det har att göra med hur meningsfull den upplevs, vilken status som är knuten till den, och kvinnans upplevda egenvärde.
I vissa kulturer, som bland Mayakvinnorna i Yucatan, upplever kvinnorna exempelvis inga värmevallningar. Värmevallningar är det vanligaste klimakteriebesväret i Sverige, där uppskattningsvis 75-80 % upplever det. Ett annat exempel är Botswana där kvinnorna rapporterar att det mest tydliga klimakteriesymptomet är en ökad sexlust (64 %). I båda kulturerna ses klimakteriet som någonting positivt som även ger ökad status. Även de japanska kvinnorna är kända för att ha milda klimakteriebesvär.